# Nicolae Mitea
Nicolae Mitea, né le 24 mars 1985 à Bucarest, est un joueur de football roumain actuellement joueur du club de football grec Ionikos Le Pirée.

## Biographie

### Club
Il a joué au poste d'ailier gauche pour le Dinamo Bucarest et l'équipe de Roumanie (9 sélections, 2 buts).
Il peut être un atout majeur grâce à sa vitesse de dribble et son accélération. Après une bonne première saison à l'Ajax Amsterdam, il peine ensuite à confirmer à cause de blessures. Il perd sa place de titulaire et quitte l'Ajax pour retourner dans son club formateur le Dinamo Bucarest.

## Carrière
- 2002-2003 : Dinamo Bucarest  Roumanie
- 2003-2008 : Ajax Amsterdam  Pays-Bas
- 2008-2010 : Dinamo Bucarest  Roumanie
- Depuis 2010 : Ionikos Le Pirée  Grèce